# Kvarteret Adam och Eva

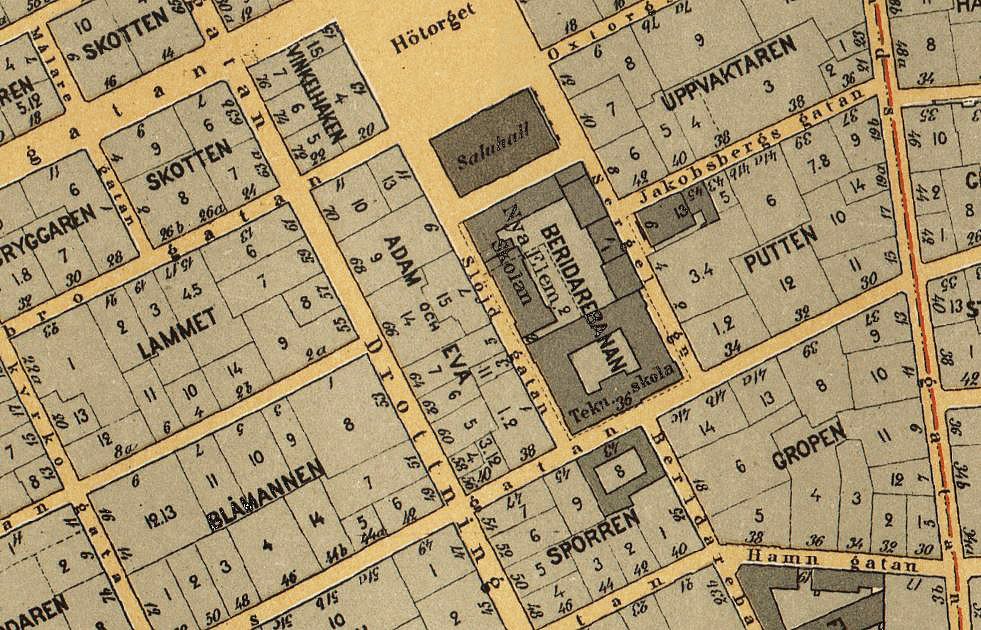
Kvarteret Adam och Eva 1899.

Adam och Eva är ett kvarter på Norrmalm i Stockholms innerstad. Det mycket centralt belägna kvarteret omges av Gamla Brogatan i norr, Drottninggatan i öster, av Mäster Samuelsgatan i söder och av Slöjdgatan i väster.

## Historik

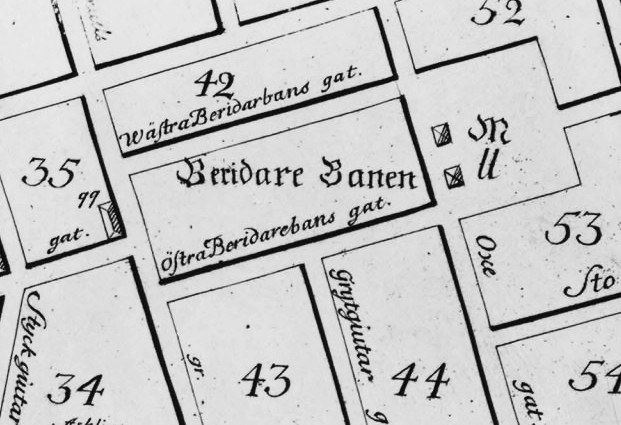
Tillaeus karta, 1733. (norr är till höger)
Nr 42: Adam och Eva.

Namnet härrör från två väderkvarnar som kallades Stora Adam och Lilla Eva vilka var kända sedan 1600-talet men försvann på 1860-talet. De stod dock inte i detta kvarter utan lite längre norrut i stadens kanske kvarntätaste område sydväst om Observatoriekullen. Adam och Eva som kvartersnamn redovisas redan 1733 på Petrus Tillaeus Stockholmskarta. Kring sekelskiftet 1900 bestod kvarteret av omkring 12 fastigheter. 
På 1970- och 1980-talen försvann Adam och Eva som kvartersnamn i Stockholm och området blev en del av jättekvarteret Beridarebanan som omfattade stora delar av Nedre Norrmalm. Gallerians fastigheter hette nu Beridarebanan nr 9, 10 och 14. I samband med en större fastighetsombildning på 1980-talet återupplivades de gamla kvartersnamnen igen, så även Adam och Eva, som idag består av fyra fastigheter: Adam och Eva 10, 13, 14 och 17. Fastigheterna Adam och Eva nr 14 (mot Drottninggatan) samt nr 17 är grönmärkta enligt Stadsmuseets klassificeringssystem, vilket innebär att de bedöms vara "särskilt värdefulla från historisk, kulturhistorisk, miljömässig eller konstnärlig synpunkt".

## Bebyggelsen i kvarteret (urval)
Kvarterets bebyggelse är en blandning av hus från 1700-talets mitt, 1800-talets andra hälft och från 2000-talets början. På 1960-talet under Norrmalmsregleringen genomfördes en del förändringar, speciellt i kvarterets södra del. Då anordnades även en förbindelsegång mellan Slöjdgatan och Drottninggatan som idag kallas Hötorgspassagen (tidigare Grytgjutargången).

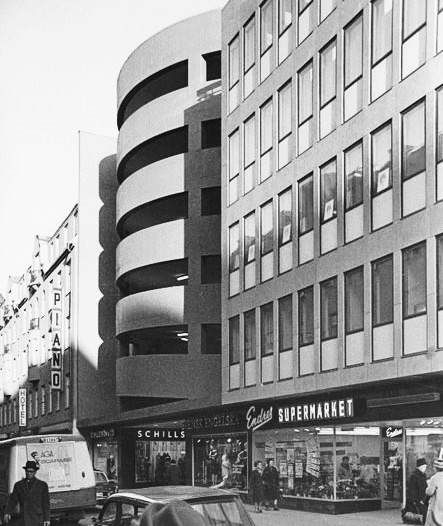
P-Centrum med sin karakteristiska expressramp mot Drottninggatan, 1964.

### Adam och Eva 10
Ett av kvarterets äldsta hus (Adam och Eva 10) återfinns längst i norr i hörnet Gamla Brogatan 11 / Drottninggatan 70. Det stod färdigt 1757 och uppfördes av slottsbyggmästaren Johan Christopher Körner. Dagens utseende präglas av en om- och påbyggnad från 1860-talet. Då tillkom även en nybyggd flygel mot Gamla Brogatan och gårdshuset. Ludvig Hedin svarade för den arkitektoniska gestaltningen.

### Adam och Eva 13
I kvarterets södra del uppfördes 1962–1963 P-Centrum som var Sveriges första fristående parkeringshus för korttidsparkering. P-Centrum ritades av arkitekten Wilhelm Boijsen vid Boijsen & Efvergren arkitektkontor och var ett av 20 parkeringshus som skulle byggas i Stockholm enligt den aldrig fullbordade cityplanen City 67 (se även P-huset Parkaden). P-Centrum revs 2005 och ersattes av kontor och butiker. För den arkitektoniska utformningen stod Reflex Arkitekter.

### Adam och Eva 14
Grannhuset med adress Drottninggatan 66 uppfördes på 1700-talets mitt, troligen efter ritningar av arkitekt Peter Westrell. 1908 byggdes huset om av Dorph & Höög och på 1930-talet hyvlades fasaden och fick sitt nuvarande släta utseende.
Till samma fastighet hör Slöjdgatan nr 7 som uppfördes 1874 efter ritningar av arkitekt Oskar Erikson. Byggherre var konditorn och krögaren Wilhelm Davidson, grundare av restaurangen Hasselbacken.

### Adam och Eva 17
Fastighet Adam och Eva 17 sträcker sig genom kvarteret och har adress Slöjdgatan 9 respektive Drottninggatan 68. Byggnaden uppfördes 1889–1891 efter ritningar av arkitekt Anders Gustaf Forsberg. Huset blev känt för järnaffären John Wall som låg här under 100 år mellan 1890 och 1990, då byggnaden brandhärjades. Idag (2019) har modekedjan Zara en filial här.
Till samma fastighet hör huset i hörnet Slöjdgatan 11 / Gamla Brogatan 9, byggt 1865 efter ritningar av arkitekt Carl Nestor Söderberg

## Bilder

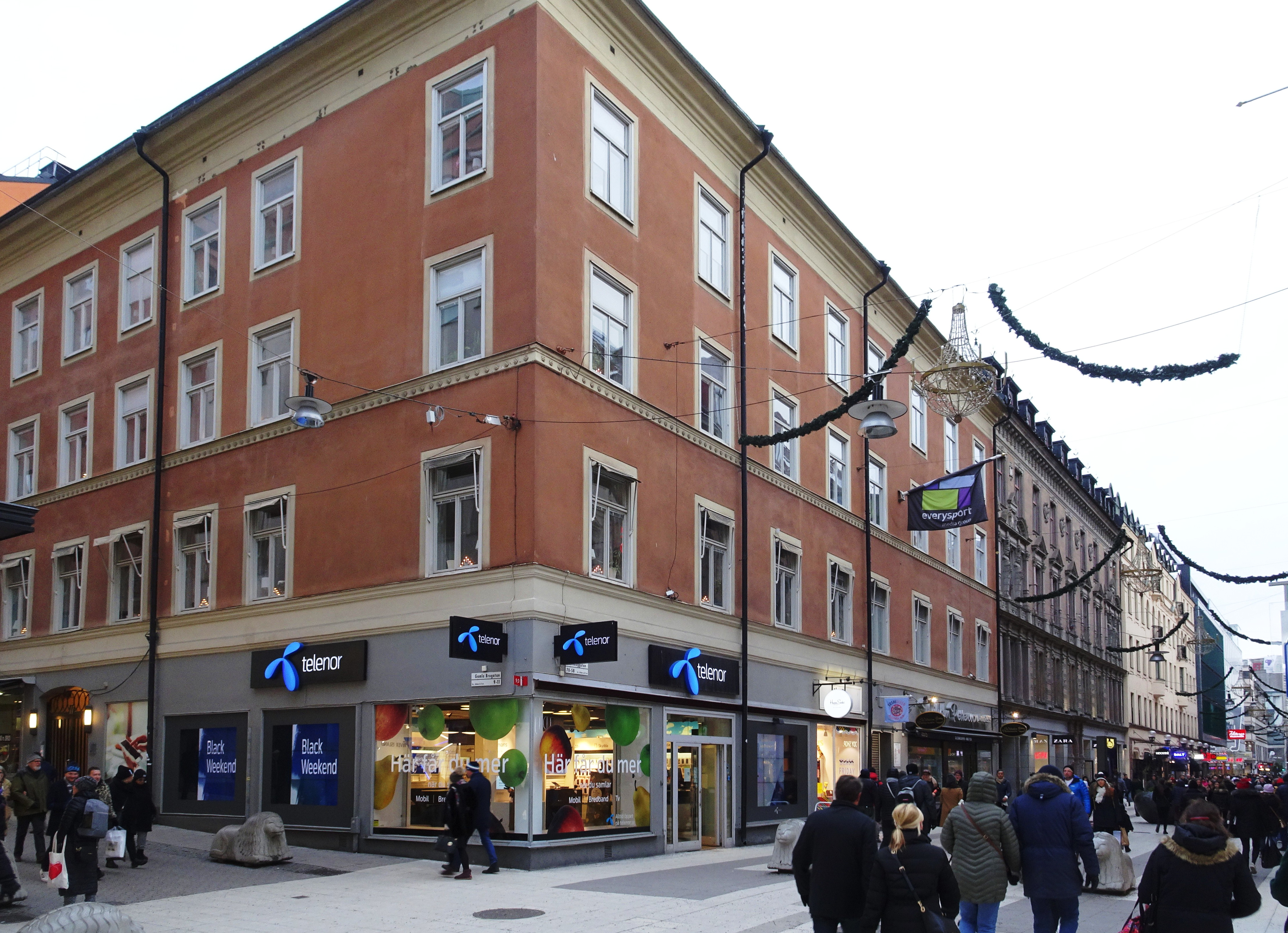
Adam och Eva 10.
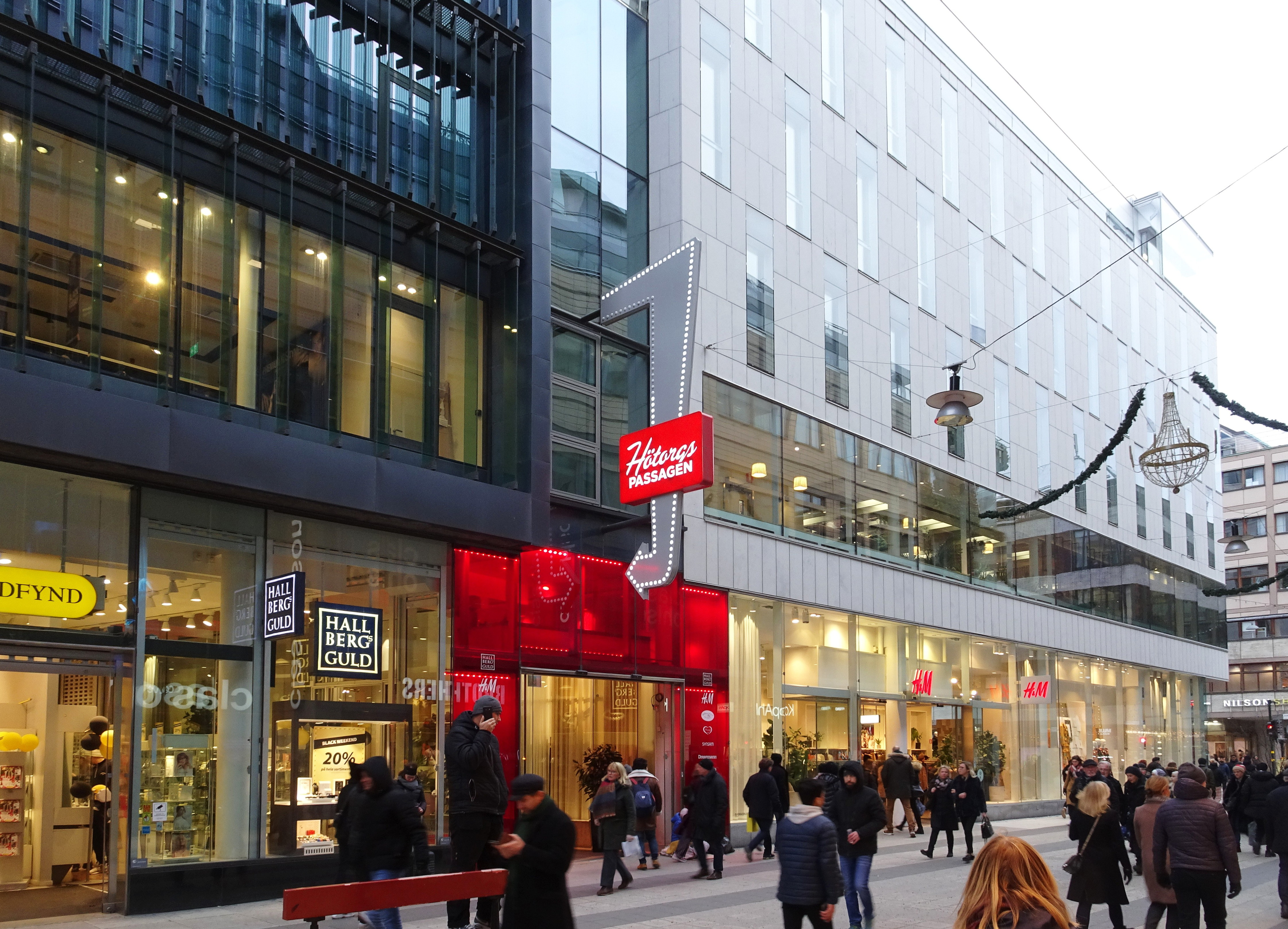
Adam och Eva 13.
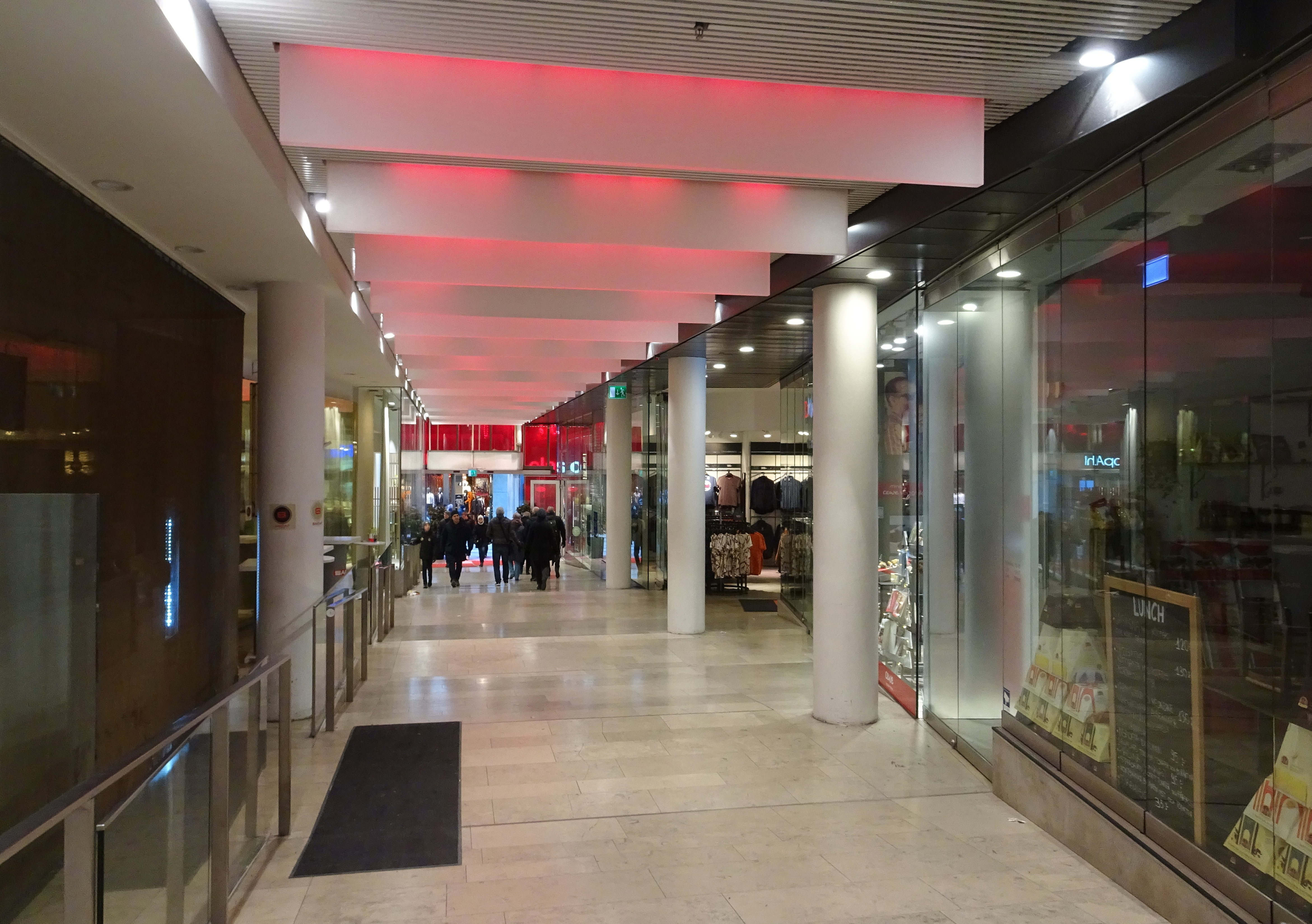
Hötorgspassagen (mot Slöjdgatan).
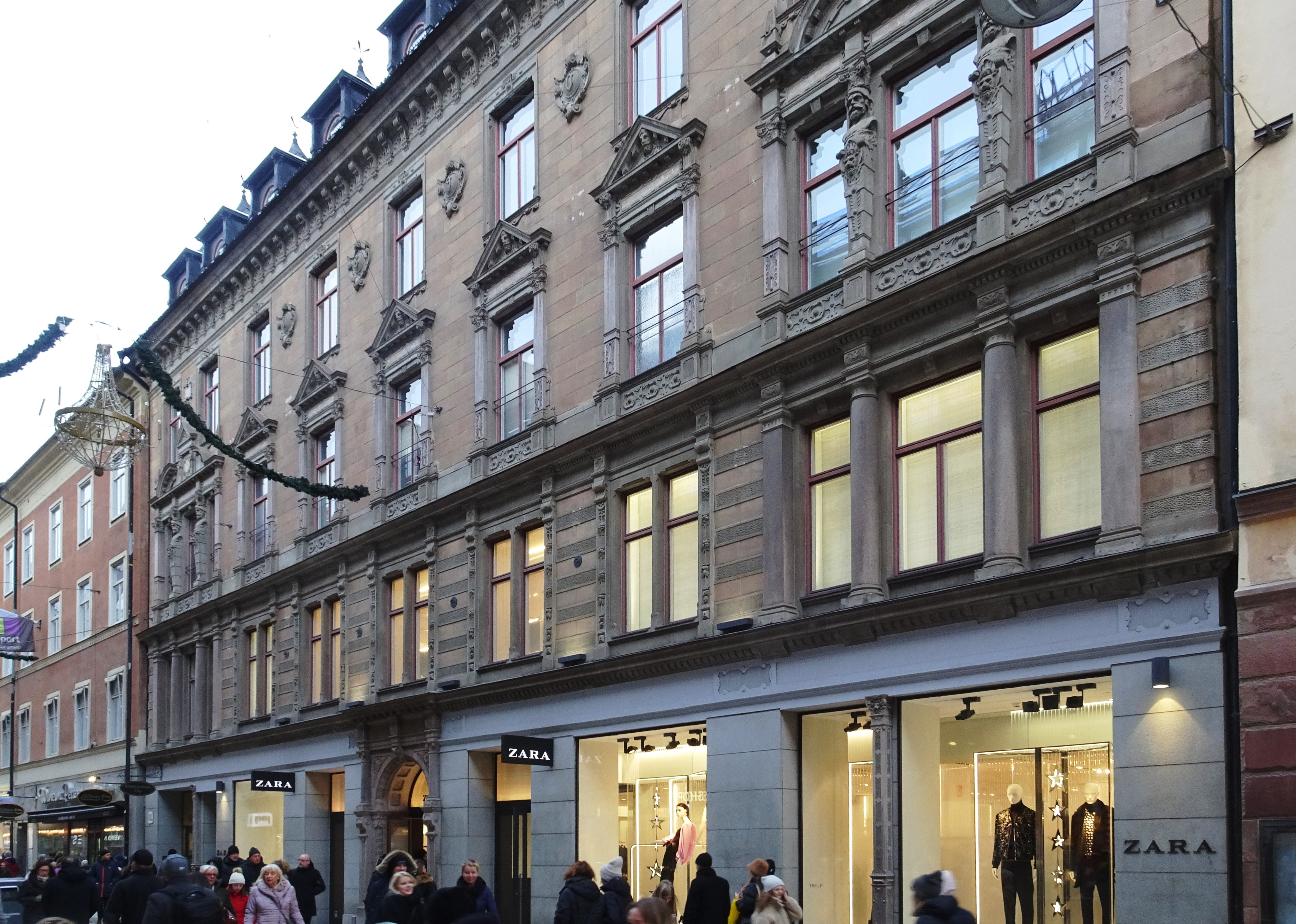
Adam och Eva 17 (mot Drottninggatan).
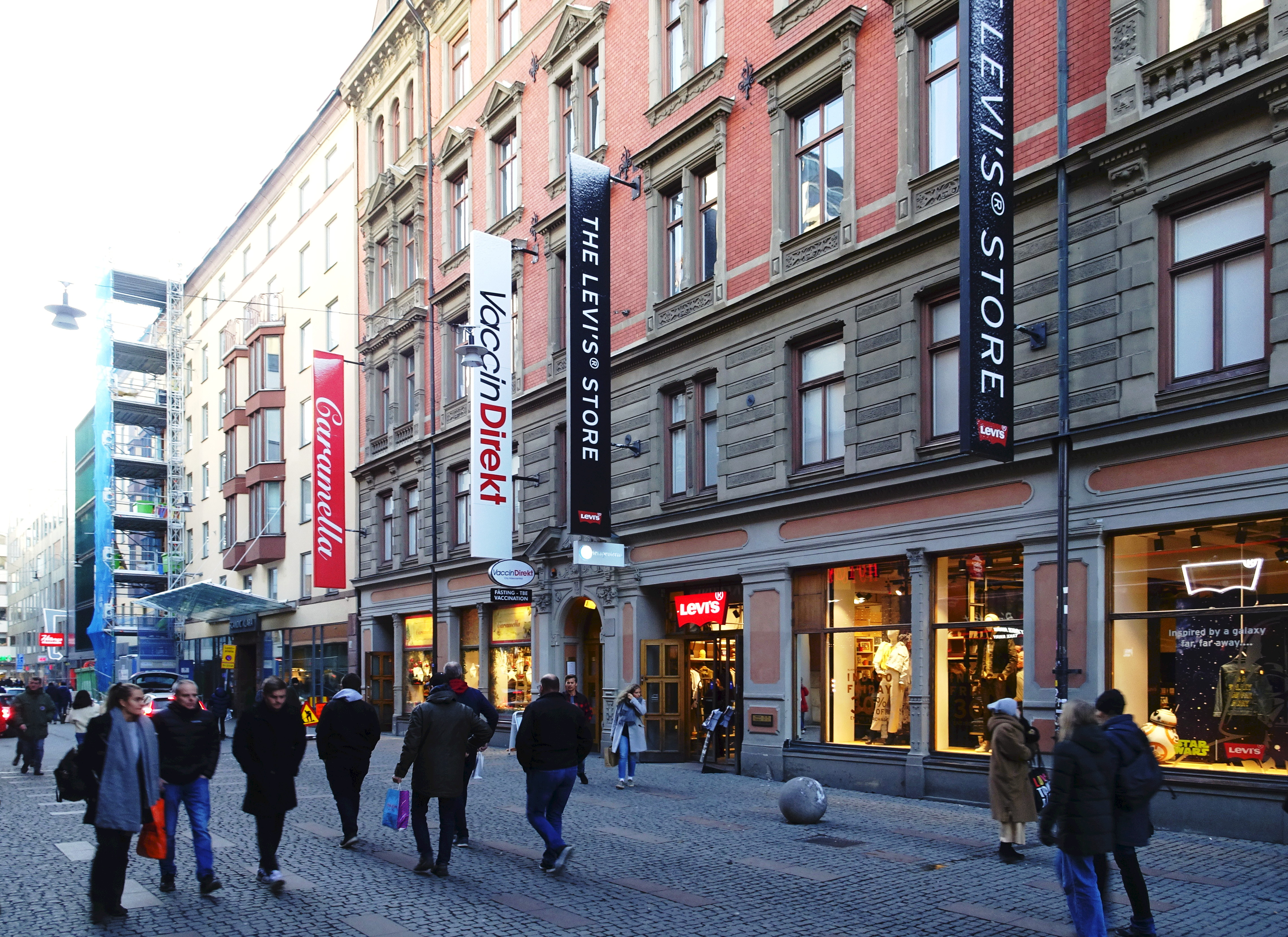
Adam och Eva 17 (mot Slöjdgatan).